# Chwarzno (Gdynia)

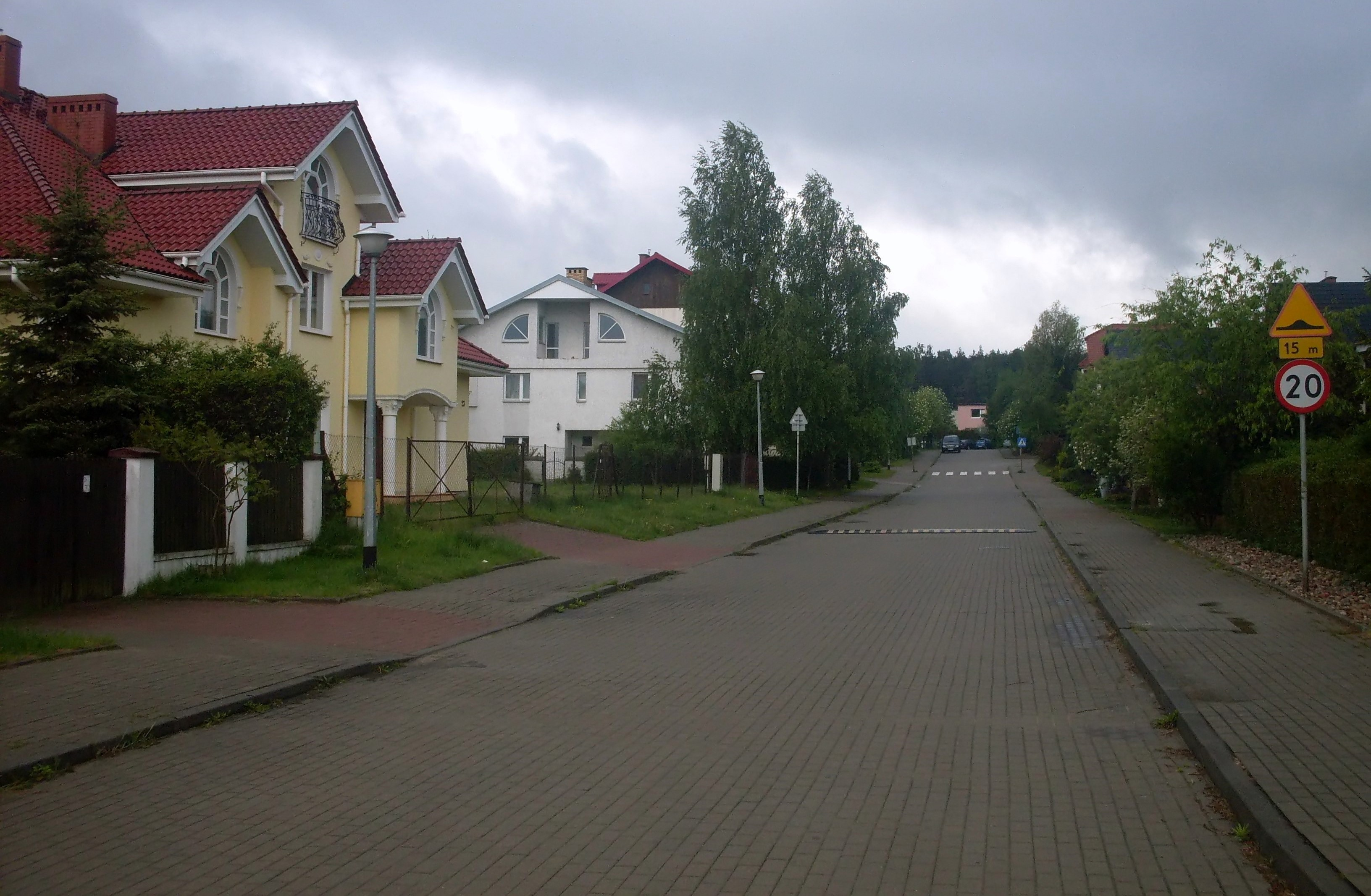
Chwarzno, ul. Merkurego

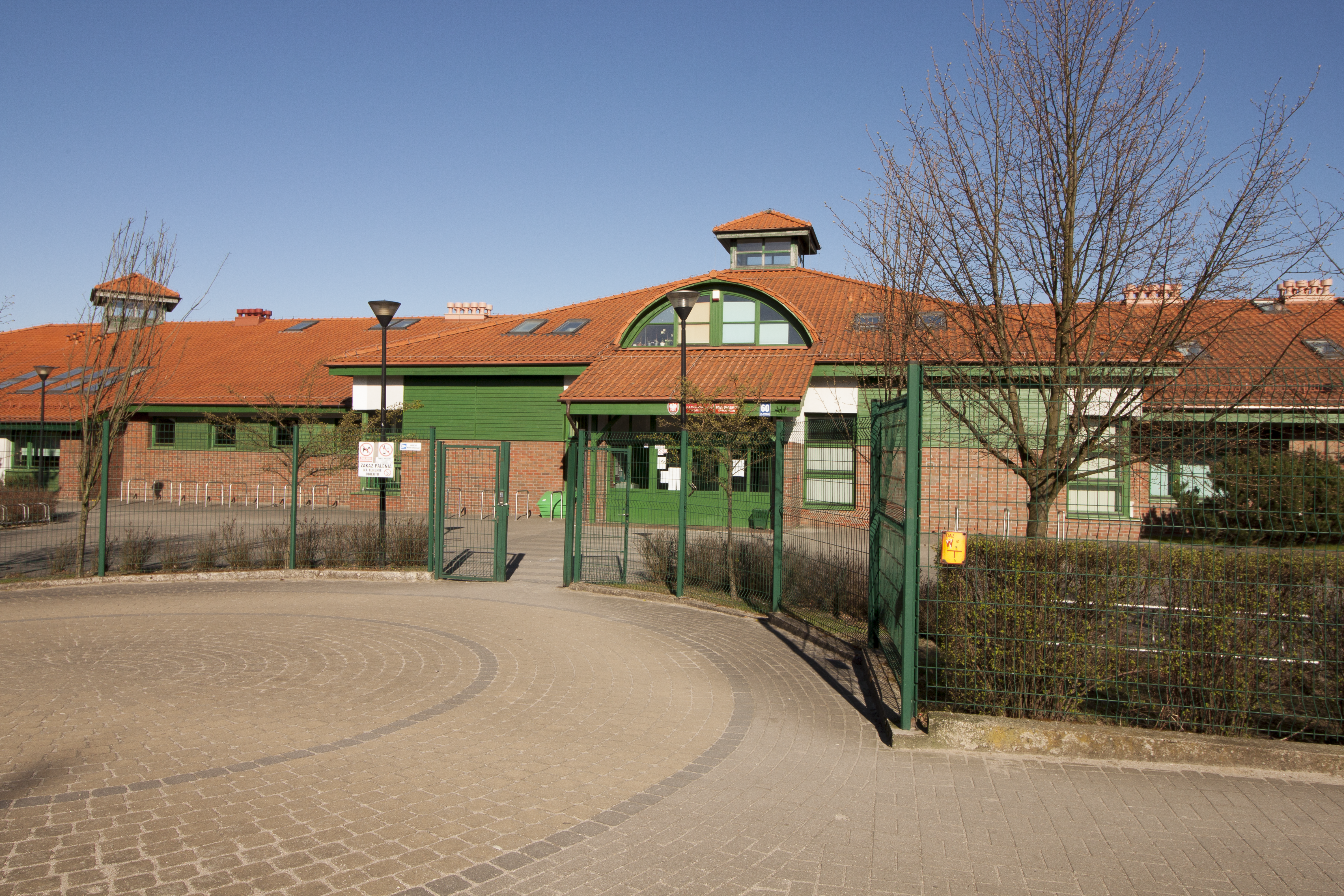
Chwarzno, Szkoła Podstawowa nr 48

Chwarzno (kaszb. Chwôrzno, niem. Völtzendorf) – zwyczajowa dzielnica i osiedle położone w zachodniej części Gdyni, stanowiące część dzielnicy Chwarzno-Wiczlino.  
Nazwa „Chwarzno” pochodzi od określeń krzak, zagajnik, chrust oraz teren pagórkowaty. Wieś powstała w średniowieczu w wyniku połączenia dwóch sąsiadujących ze sobą osad: Skrobotowa i zachodniej części Witomina. Była to wieś folwarczna, z tamtego okresu zachowało się w niej kilka budynków mieszkalnych i gospodarczych oraz odnowiony w 2015 roku teren dawnego parku przydworskiego. 
Obecnie jest to typowe podmiejskie osiedle mieszkalne o zwartej zabudowie, w której skład wchodzą zarówno domy jednorodzinne, jak i kilkukondygnacyjne bloki mieszkalne.
W skład Chwarzna wchodzą osiedla:
- Stare Chwarzno
- Sokółka I
- Sokółka II
- Fort Forest[4]
- Chwarzno Polanki[5]

Na osiedlu znajdują się m.in. Szkoła Podstawowa nr 48 im. prof. Kazimierza Demela, kościół pod wezwaniem św. Urszuli Ledóchowskiej oraz placówka pocztowa.
Znajdująca się na obszarze osiedla ulica Chwarznieńska jest czwartą co do długości ulicą w Gdyni (6311 m).

## Przypisy

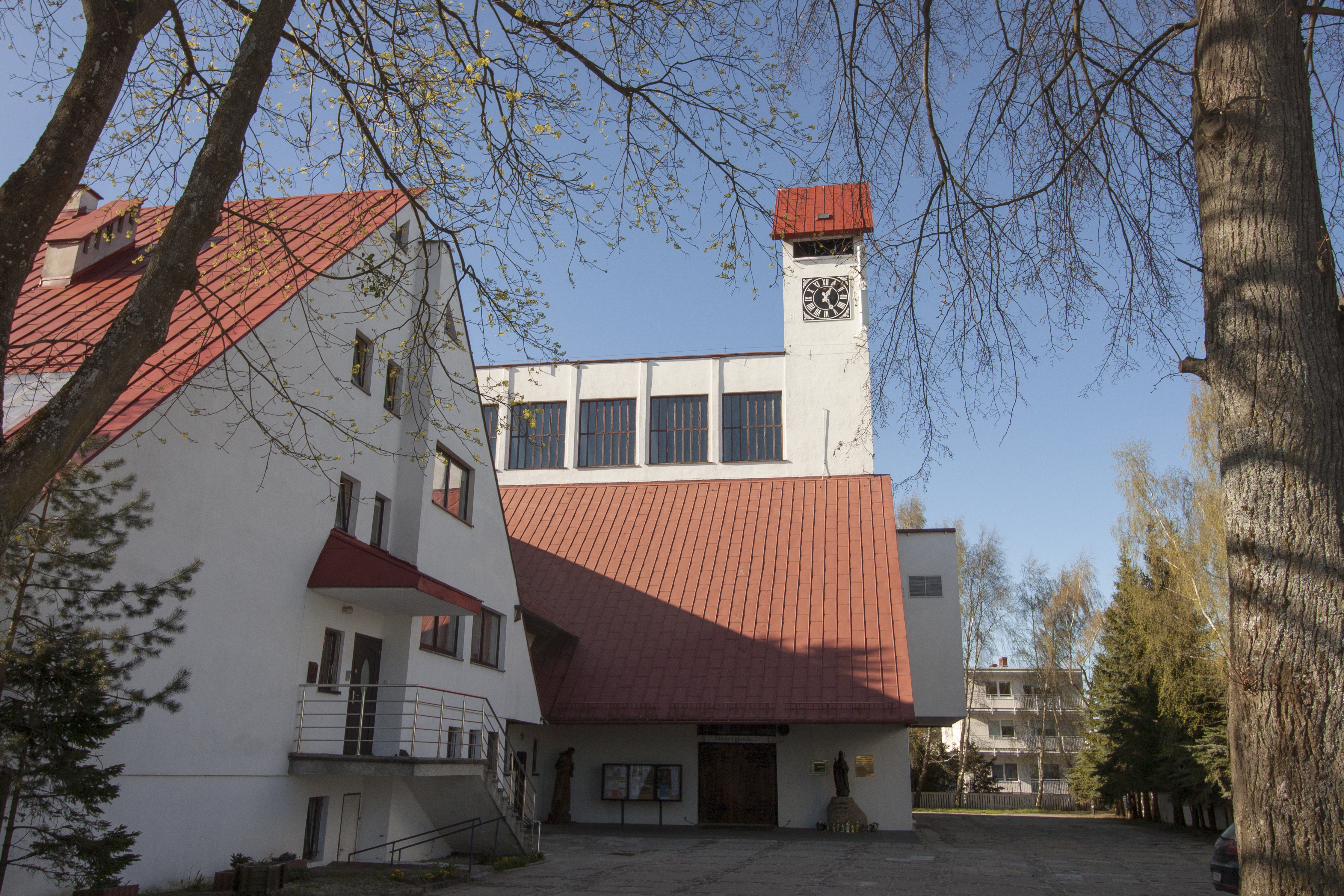
Kościół pw. św. Urszuli Ledóchowskiej

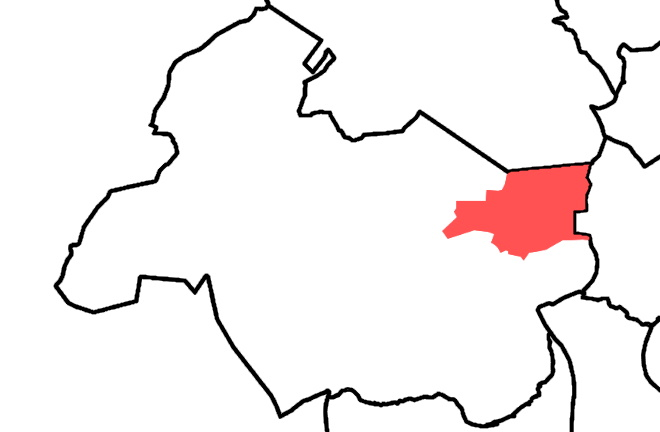
Chwarzno na mapie Chwarzna-Wiczlina